# Profesor biologie na žebříku

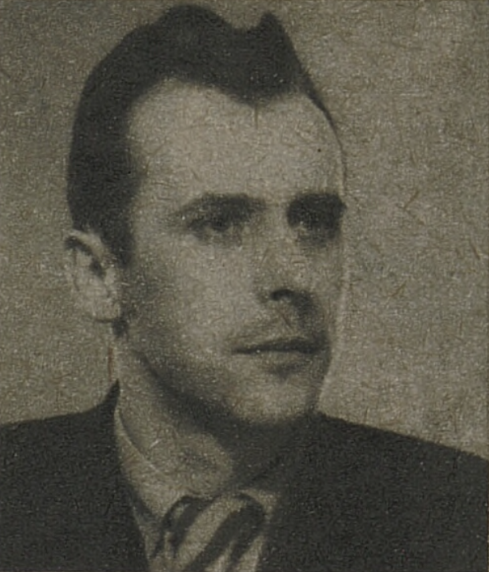
Zdeněk Jirotka

Profesor biologie na žebříku je výbor povídek a črt Zdeňka Jirotky vydaný v roce 1956. Obsahuje povídky sepsané mezi lety 1947 a 1955.
Povídky ve výboru jsou povětšinou humorné, krátké, s jednoduchým dějem, případně psané úvahovým stylem blížícím se fejetonu. Mnohé povídky jsou vzhledem k době jejich vydání ideologicky podbarvené. Některé povídky se odehrávají v USA a zdůrazňují bezcitnost amerického kapitalismu (např. povídka Jak Patricii Wardovou potkalo štěstí), případně americkou agresivní politiku v rámci korejské války (Podivné duševní stavy pana Sharpera). Mezi další témata povídek patří kritiku trampů (např. povídka Vyloupený ranch), které autor označuje jako „pomatené čtením rodokopsaových románů“ nebo moralistická kritika alkoholiků (Dopis jednomu z nich).
Výbor povídek je doplněn ilustracemi Míly Paši.
Některé z povídek ve výboru, například Byrokratický tanec kolem elektroměru nebo Pravidla se změnila, byly vydány znovu ve sbírce povídek Pravidla se změnila z roku 2000.

## Seznam povídek ve výboru
Seznam povídek ve výboru:
- Poslední rady na dovolenou
- Dopis jednomu z nich
- Důsledky jedné poučky
- O třech chybějících mrtvých
- U Marcelky se to osvědčilo
- Na co čeká pan Pelikán
- Strašidlo na nádraží
- V sobotu večer
- Neuvěřitelná povídka
- Práce a předsudky
- Podivné duševní stavy pana Sharpera
- Na shledanou v roce 1964
- O úpadku starých zvyků
- Tajemná zpráva
- Normovací opojení
- Dále od hradu, dále!
- Občan čte noviny
- Darovaný kůň
- Ženská logika
- Propuštění Boba Kellyho
- Ve znamení bílé myši
- Příhoda v tramvaji
- DS 70 nevyjíždí
- Byrokratický tanec kolem elektroměru
- Ze starých zlatých časů
- Jak Patricii Wardovou potkalo štěstí
- Pan Zelenka, pan Babor a Dana Zátopková
- Bílý slon a klenoty
- Optimista bez záručního listu
- Vyloupený ranch
- Muž, který nechtěl tatraplán
- Z křemene
- Seržant Harvey se zlobí
- ...a dělám v baru portýra
- Podle zásluhy
- Když civilisace vrcholí
- Putování za čínským humorem
- Profesor biologie na žebříku